# Ludwig Veiel
Ludwig Alfred von Veiel (* 7. Mai 1845 in Cannstatt; † 12. September 1905 in Leipzig) war Jurist und Mitglied des Deutschen Reichstags.

## Leben
Veiel besuchte von 1851 bis 1859 die Volks- und Lateinschule in Cannstatt und von 1859 bis 1863 das Gymnasium in Stuttgart. Von 1863 bis 1866 und 1867/68 studierte er an der Universität Tübingen sowie 1866/67 an der Universität Berlin Rechtswissenschaften. Während seines Studiums wurde er 1863 Mitglied der Burschenschaft Germania Tübingen. 1870 trat er in den Württembergischen Staatsdienst und 1872 wurde er Justizassessor in Tübingen. 1876 wurde er Justizassessor in Stuttgart, ab 1879 war er Amtsrichter und ab 1880 Landrichter daselbst. Am 1. Februar 1897 wurde er an den III. Zivilsenat des Reichsgerichts in Leipzig berufen, dessen Mitglied er bis zu seinem Tode blieb.
Von 1884 bis 1890 war er Mitglied des Deutschen Reichstags für den Wahlkreis Württemberg 2 (Cannstatt, Ludwigsburg, Marbach, Waiblingen) und die Nationalliberale Partei, welche in Württemberg als Deutsche Partei auftrat. Er wurde für seine Verdienste in den nicht vererblichen Personaladel erhoben. 

## Familie
Verheiratet war Reichsgerichtsrat Veiel mit Hedwig von Veiel, geb. Kleiner (1857–1920). Zu seinen Kindern gehörte der spätere General der Panzertruppe und Ritterkreuzträger Rudolf Veiel. Das Familiengrab befindet sich auf dem Stuttgarter Pragfriedhof; Endgrablage:  Abteilung 34, Reihe 11, Grab 1.

## Ehrungen
- 15. Januar 1899 Roter Adlerorden IV. Klasse[2]